# 邁丹 (杜布諾區)
50°15′11″N 26°0′39″E / 50.25306°N 26.01083°E
邁丹（烏克蘭語：Майдан）是位於烏克蘭西部里夫內州裏杜布諾區的村莊，處於扎米什夫卡河畔，面積1.19平方公里，海拔高度281米，2001年人口454。